# Charaxes primitiva
Charaxes primitiva är en fjärilsart som beskrevs av Van Someren 1969. Charaxes primitiva ingår i släktet Charaxes och familjen praktfjärilar. Inga underarter finns listade i Catalogue of Life.